# Forchheim
Pour les articles homonymes, voir Forchheim (homonymie).
Forchheim est une ville allemande située en Bavière et chef-lieu de l'arrondissement de Forchheim.

## Histoire
À la fin du mois de mai 1524, la guerre des Paysans éclate à simultanément à Forchheim, à Mülhausen, ainsi qu'à Stülhingen.
| Appartenances historiques Principauté épiscopale de Bamberg 1007–1039 Saint-Empire 1039–1063 Principauté épiscopale de Bamberg 1063–1802 Électorat de Bavière 1802–1806 Royaume de Bavière 1806–1918 République de Weimar 1918–1933 Reich allemand 1933–1945 Allemagne occupée 1945–1949 Allemagne 1949–présent |

## Politique et administration
| Période | Période  | Identité        | Étiquette | Qualité |
| ------- | -------- | --------------- | --------- | ------- |
| ?       | 2016     | Franz Stumpf    | CSU       |         |
| 2016    | en cours | Uwe Kirschstein | SPD       |         |

## Jumelages

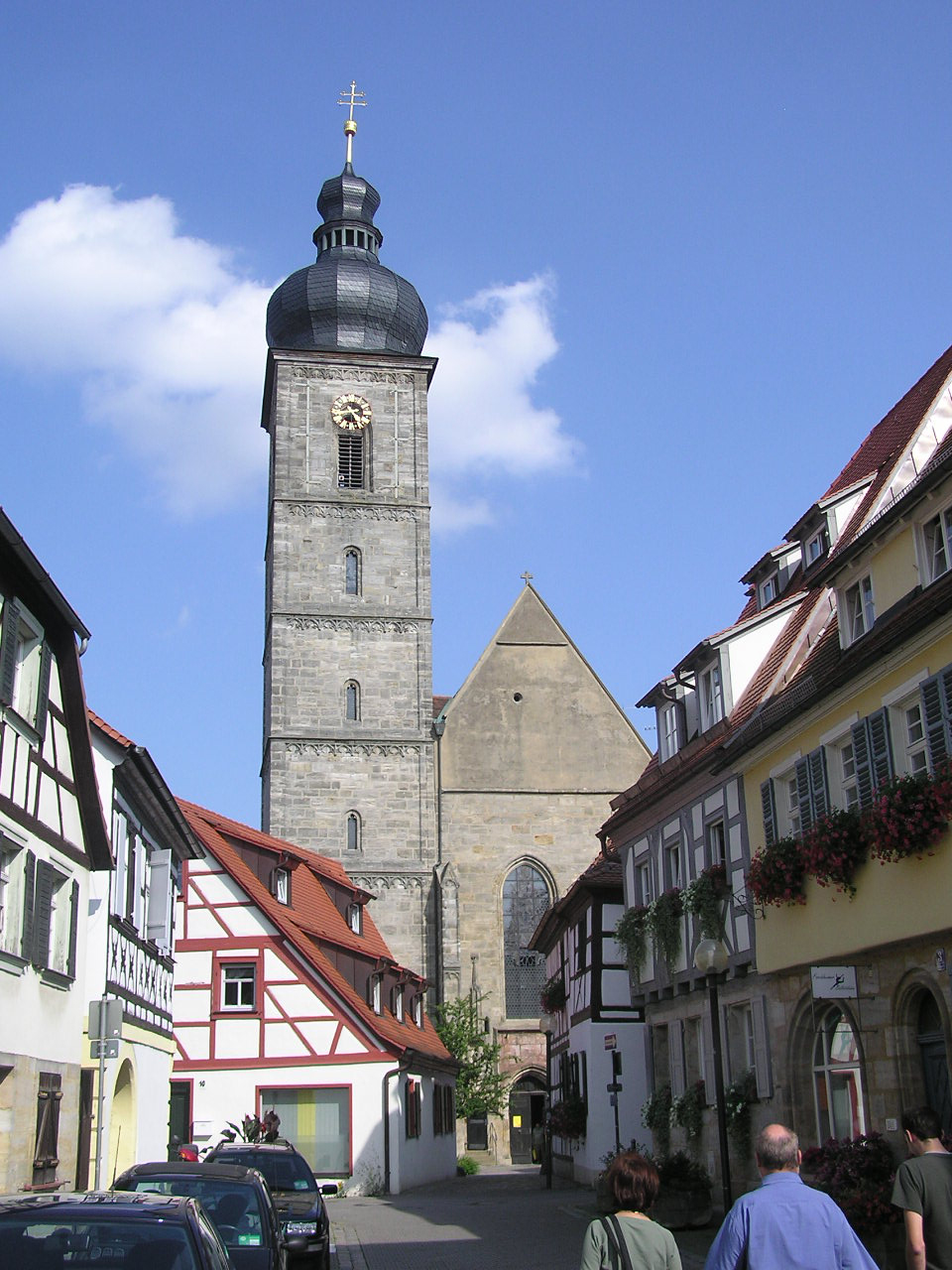
L'église Saint-Martin.

- Biscarrosse (France) depuis 1975[2] ;
- Le Perreux-sur-Marne (France) depuis 1974.